# Théâtre Michel (Paris)
Pour les articles homonymes, voir Théâtre Michel.
Le théâtre Michel est un théâtre parisien privé, situé 38 rue des Mathurins dans le 8e arrondissement de Paris.

## Historique
Le théâtre est construit pour Michel Mortier, fondateur du théâtre des Capucines, sur des plans de l'architecte Bertin et inauguré le 1er décembre 1908 avec la comédie Le Poulailler de Tristan Bernard. Victime de la crue de la Seine de 1910, il rouvre avec Le Rubicon d'Édouard Bourdet, Le Veilleur de nuit de Sacha Guitry, L'Ingénu de Charles Méré et Régis Gignoux.
En 1915, Robert Trébor associé à Lucien Brigon en reprend la direction. Il enregistre durant cette époque des succès comme, Plus ça change de Rip, L'Accord parfait de Tristan Bernard, Chéri de Colette et Léopold Marchand, Valentin-le-desossé de Claude-André Puget et Les Amants terribles de Noël Coward. Des vedettes comme Marguerite Moreno, Gaby Morlay, Elvire Popesco, Pierre Fresnay, Harry Baur, Raimu, Louis Verneuil y ont joué à cette période. Le 22 décembre 1923, Elvire Popesco triomphe dans Ma cousine de Varsovie, un rôle écrit pour elle par Louis Verneuil.

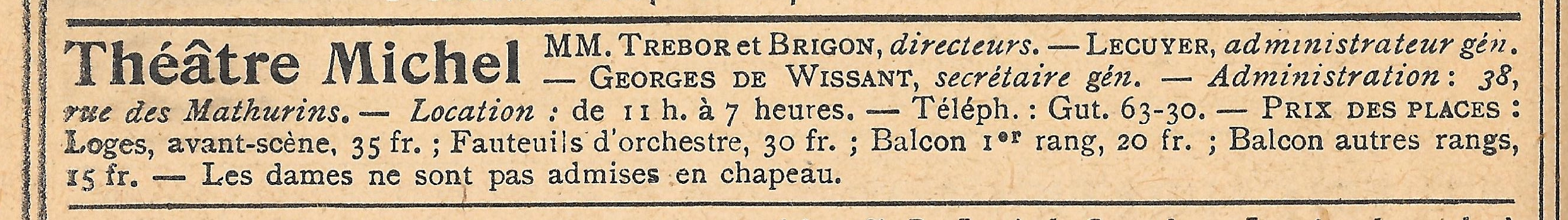
Prix des places et administration en 1925.

L'épouse de Trébor, l'ancienne meneuse de revue Parisys, lui succède à sa mort en février 1942. En 1964, elle s'adjoint les services de l'acteur et metteur en scène Jean Meyer, avant de lui laisser les rênes en 1967. Secondé par Josette Harmina, il se partage entre Paris et Lyon, ayant été nommé à la direction du théâtre des Célestins. En 1971, Germaine et Marc Camoletti lui succèdent. Les comédies de Marc Camoletti triomphent pendant plusieurs années.
Leur fils, Jean-Christophe Camoletti, reprend les rênes à leur décès en 2003 avant de passer la main en 2007 à l'auteur et metteur en scène Didier Caron. La salle est rachetée en 2018 par Francis Nani et Sébastien Azzopardi, déjà propriétaires du théâtre du Palais-Royal.
En 2010, 50 théâtres privés de Paris réunis au sein de l’Association pour le soutien du théâtre privé (ASTP) et du Syndicat national des directeurs et tourneurs du théâtre privé (SNDTP), dont fait partie le théâtre Michel, décident de se renforcer grâce à une nouvelle enseigne, symbole du modèle historique du théâtre privé : les « Théâtres parisiens associés ».